# L!fe Happens – Das Leben eben!
L!fe Happens – Das Leben eben! (Originaltitel: L!fe Happens) ist eine Filmkomödie aus dem Jahre 2011 von Kat Coiro, geschrieben von Coiro und Krysten Ritter. Die Darsteller sind Ritter, Kate Bosworth, Kristen Johnston, Geoff Stults, Jason Biggs und Rachel Bilson. Ritter spielt die Hauptrolle. Kim (Ritter) wird nach einem One-Night-Stand schwanger und sucht danach Hilfe bei ihren Freundinnen. L!fe Happens kam am 13. April 2012 in den USA in die Kinos.

## Kritiken
L!fe Happens – Das Leben eben! hatte größtenteils negative Kritiken. Rotten Tomatoes gibt ihm einen Score von 26 % basiert auf 31 Bewertungen.

## Soundtrack
Der Soundtrack wurde von Mateo Messina zusammengestellt, welcher auch für den des Films Juno verantwortlich war. Ritter ist auch als Sängerin tätig und hat einige Stücke des Soundtracks selbst aufgenommen.
Titelliste
- „Clementine“ – Sarah Jaffe
- „Da Da Da Boom Deeyay“ – Mateo Messina
- „Who Let the Dogs Out“
- „When the Girl Is Lying“ – Jordan Galland
- „Get Over It“ – Solid Gold
- „Hey Hey“ – The Mean
- „I Love the Mall“ – Mateo Messina
- „Jump the Moon“ – Mateo Messina & Billy Katz
- „Microwebs“ – Krysten Ritter
- „My Boyfriend“ – Krysten Ritter
- „Shamma Lamma Ding Dong“ – Mateo & The Crunk
- „Sleeping Alone“ – 21st Century Girl
- „Softcore“ – Dopo Yume and Domino Kirke
- „Three Cold Penguins“ – Mateo Messina & Kat Coiro
- „What I Want“ – The Mean
- „Wings of Desire“ – Aaron Earl Livingston